# Melocactus bellavistensis
Melocactus bellavistensis  es una especie fanerógama perteneciente a la familia Cactaceae. 

## Descripción
Melocactus bellavistensis es de color verde oscuro brillante,  esférica deprimida o ligeramente alargada y cónica, que puede alcanzar una altura de 8 a 25 cm y de 6 a 25 cm de diámetro. Tiene 9 a 18 costillas agudas, rectas con surcos. Las areolas están hundidos en las muescas de las costillas. Las diferentes espinas son fuertes, y por lo general ligeramente curvadas, de color blanquecino a amarillo rojizo y gris. Las espinas centrales no están presentes o no son de una a tres, a veces poco visibles, de 0,1 a 1,7 centímetros de longitud. Tiene 6 a 12 espinas radiales que tienen una longitud de hasta 2,5 centímetros. Las más bajas de ellas son los más largas, las superiores son de 1 a 8 milímetros de largo. El cefalio crece hasta los 15 centímetros de diámetro y alcanza los 6 a 10 cm de altura. Las flores son rosadas de 1,8 a 2,6 cm de largo y un diámetro de 0,5 a 1 centímetro. Los frutos son rojos y crecen hasta una longitud 1,5 a 2,9 centímetros.

## Distribución
Es endémica de Ecuador y Perú.  Es una especie rara en la vida silvestre.

## Taxonomía
Melocactus bellavistensis fue descrita por Rauh & Backeb. y publicado en Descriptiones Cactacearum Novarum 36. 1956[1957].
Etimología
Melocactus: nombre genérico, utilizado por primera vez por Tournefort, proviene del latín melo, abreviación de melopepo (término con que Plinio el Viejo designaba al melón). Se distingue de las demás cactáceas cilíndricas por tener un cefalio o gorro rojo, razón por la que los primeros españoles que llegaron a Sudamérica le llamaban "gorro turco".
bellavistensis: epíteto geográfico que alude a su localización en Distrito de Bellavista (Jaén) 
Variedades
- Melocactus bellavistensis subsp. bellavistensis
- Melocactus bellavistensis subsp. onychacanthus (F.Ritter) NPTaylor

Sinonimia
- Melocactus onychacanthus[2][3]